# SoundCheck

Логотип популярного на Украине радиошоу SoundCheck

Радиошо́у SoundChéck — музыкальная радиопрограмма в стилях транс, хаус, прогрессив, один из самых рейтинговых продуктов в радиоэфире танцевальной музыки на Украине, количество его выпусков превышает количество выпусков радиошоу A State Of Trance Армин Ван Бюрена на 20. Основатель и ведущий — Иван Ионов. Радиошоу появилось 8 ноября 2002 года, одновременно с открытием радиостанции Kiss FM и существует до настоящего времени. Многими источниками называется самым долгоиграющим шоу танцевальной музыки в стиле транс.

## История радиошоу
8 ноября 2002 года — радиошоу SoundCheck впервые появилось в эфире новой радиостанции Kiss FM. В первые годы существования программы в ней транслировались преимущественно новинки западной танцевальной музыки.

 31 декабря 2003 года — 1 января 2004 года — в радиошоу в качестве самостоятельного автора с сольной программой впервые выступил основатель радиошоу Иван Ионов. С этого периода радиошоу начинает вещать преимущественно отечественную музыку в стилях транс, хаус, прогрессив.

 8 ноября 2008 года — По случаю 6-летия радиошоу вышел праздничный 400-й выпуск SoundCheck, который продлился 16 часов и собрал в своем составе поздравительные миксы наиболее актуальных деятелей мирового trance- и progressive-движения.

 Март 2008 год — радиошоу SoundCheck начинает вещаться также в эфире Alt-Radio.

 К началу 2010 года состоялось около 460 выпусков радиошоу.

## Артисты радиошоу

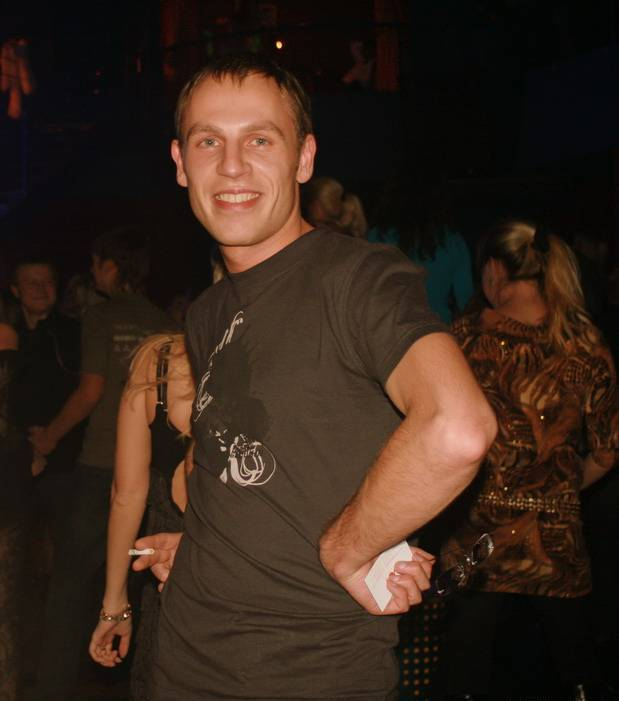
Иван Ионов, создатель и ведущий радиошоу SoundCheck

Иван Ионов (с 2002 года), DJ Pauly (с 2005 года), дуэт Dynamic Emotion (с 2008 года).